# Dieter Meis
Dieter Meis (* 28. April 1948) ist ein ehemaliger deutscher Fußballspieler.

## Werdegang
Der Abwehrspieler Dieter Meis begann seine Karriere bei SSV Werne. Über Eintracht Ahaus wechselte er im Sommer 1969 zum Bundesligaabsteiger 1. FC Nürnberg in die Fußball-Regionalliga Süd. Nach acht Regionalligaspielen unter Trainer Kuno Klötzer wechselte Meis im Sommer 1970 zur SVA Gütersloh, mit denen er ein Jahr später in die Regionalliga West aufstieg. Im Sommer 1972 folgte der Wechsel zum Lokal- und Ligarivalen DJK Gütersloh, mit denen er sich zwei Jahre später für die neu geschaffene 2. Bundesliga qualifizierte. 1975 wechselte Meis dann zu Preußen Münster, wo er zunächst Stammspieler war, dann aber in der Saison 1976/77 seinen festen Platz verlor und den Verein am Saisonende mit unbekanntem Ziel verließ. 
Dieter Meis absolvierte 72 Zweitligaspiele, in denen er ein Tor erzielte und 85 Regionalligaspiele, in denen er 16 Mal erfolgreich war.

## Trivia
Dieter Meis galt als talentierter Chorsänger. In seiner Zeit beim 1. FC Nürnberg war er wie sein Mannschaftskamerad Werner Seubert Sänger im Nürnberger Kammerchor.